# The Good Lie
The Good Lie är en amerikansk dramafilm från 2014, skriven av Margaret Nagle och regisserad av Philippe Falardeau. Medverkar gör bland andra Reese Witherspoon, Arnold Oceng, Emmanuel Jal och Ger Duany. 

## Handling
Filmen, som är baserad på verkliga händelser, kretsar kring fyra unga sudanesiska flyktingar som kommer till USA. Witherspoon spelar en kvinna som hjälper de nyanlända.

## Rollista
- Reese Witherspoon – Carrie Davis
- Arnold Oceng – Mamere
- Emmanuel Jal – Paul
- Ger Duany – Jeremiah
- Corey Stoll – Jack
- Sarah Baker – Pamela Lowi
- Kuoth Wiel – Abital
- Thad Luckinbill – Matt
- Sharon Conley – Erin Sullivan
- Mike Pniewski – Nick Costas
- Joshua Mikel – Dave

## Om filmen
The Good Lie visades på Toronto International Film Festival, innan den släpptes den 3 oktober 2014.   
Filmen spelades in i Sydafrika och Atlanta, Georgia. 